# USS Strong (DD-758)
USS Strong (DD-758) là một tàu khu trục lớp Allen M. Sumner được Hải quân Hoa Kỳ chế tạo trong Chiến tranh Thế giới thứ hai. Nó là chiếc tàu chiến thứ hai của Hải quân Mỹ được đặt theo tên Chuẩn đô đốc James Hooker Strong (1814-1882), người tham gia cuộc Nội chiến Hoa Kỳ và hoạt động nổi bật trong Trận chiến vịnh Mobile. Nó đã hoạt động cho đến hết Thế Chiến II, và tiếp tục phục vụ sau đó trong Chiến tranh Triều Tiên và Chiến tranh Việt Nam cho đến khi xuất biên chế năm 1973. Con tàu được chuyển cho Brazil cùng năm đó và hoạt động như là chiếc Rio Grande do Norte (D 37) cho đến khi ngừng hoạt động năm 1996; nó được kéo đi Ấn Độ để tháo dỡ một năm sau đó, nhưng lại bị đắm trên đường đi ngoài khơi Nam Phi. Strong được tặng thưởng một Ngôi sao Chiến trận do thành tích phục vụ trong Chiến tranh Triều Tiên, và thêm ba Ngôi sao Chiến trận khác trong Chiến tranh Việt Nam.

## Thiết kế và chế tạo
Strong được đặt lườn tại xưởng tàu của hãng Bethlehem Steel Co. ở San Francisco, California vào ngày 25 tháng 7 năm 1943. Nó được hạ thủy vào ngày 23 tháng 4 năm 1944; được đỡ đầu bởi bà Hobart Olson, và nhập biên chế vào ngày 8 tháng 3 năm 1945 dưới quyền chỉ huy của Trung tá Hải quân C. M. Howe.

## Lịch sử hoạt động

### 1945
Strong tiến hành chạy thử máy huấn luyện tại khu vực vịnh San Diego từ ngày 27 tháng 3 năm 1945, và trở vào xưởng tàu để sửa chữa sau thử máy từ ngày 11 tháng 5. Nó lên đường đi Trân Châu Cảng vào ngày 31 tháng 5, hoạt động huấn luyện ngoài khơi Oahu từ ngày 6 đến ngày 20 tháng 6, và sau đó bắt đầu hoạt động hộ tống vận tải cho các đoàn tàu đi lại giữa quần đảo Marshall và quần đảo Caroline. Từ ngày 27 tháng 7 đến ngày 31 tháng 8, nó phục vụ hộ tống vận tải và tuần tra chống tàu ngầm tại khu vực quần đảo Ryūkyū, rồi đi đến vùng biển nhà Nhật Bản để hoạt động giải cứu không-biển từ ngày 1 tháng 9. Sau đó nó hoạt động như tàu liên lạc giữa Wakayama, Nagoya và Yokosuka trước khi nhận mệnh lệnh quay trở về Hoa Kỳ để gia nhập Hạm đội Đại Tây Dương vào ngày 5 tháng 12.

### 1946 - 1952

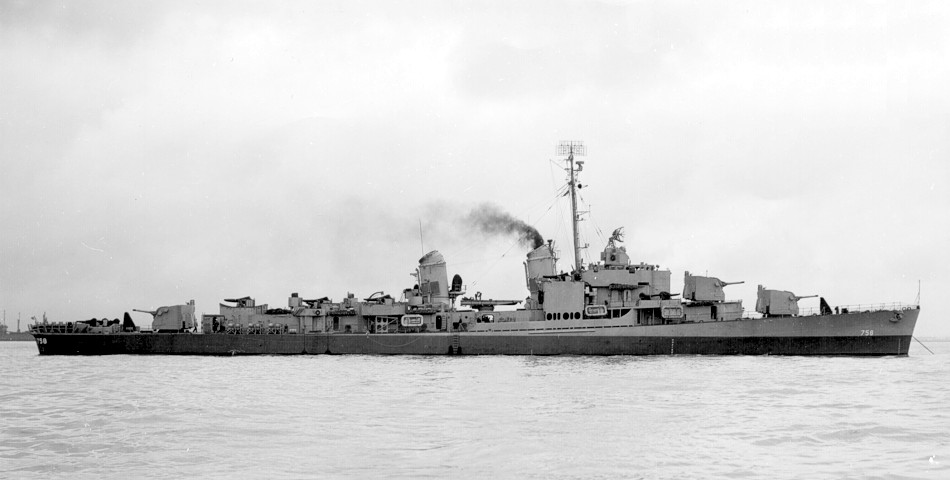
USS Strong, tháng 7 năm 1945.

Strong băng qua kênh đào Panama vào ngày 11 tháng 1, 1946, và đi đến New York vào ngày 15 tháng 1. Sau một thời gian bảo trì và sửa chữa, nó hoạt động dọc theo vùng bờ biển Đông Bắc Hoa Kỳ, rồi bị bỏ không tại Boston, Massachusetts từ ngày 29 tháng 4 đến ngày 1 tháng 8, trong một giai đoạn mà Hải quân Hoa Kỳ phải cắt giảm lực lượng. Khi hoạt động trở lại, nó thực hiện các chuyến đi cùng hạm đội cho đến tận khu vực vịnh Mexico, rồi lại đi đến Charleston, South Carolina để chuẩn bị ngừng hoạt động. Con tàu xuất biên chế vào ngày 9 tháng 5, 1947 và được đưa về Hạm đội Dự bị Đại Tây Dương.
Strong được cho nhập biên chế trở lại vào ngày 14 tháng 5, 1949, và tiến hành chạy thử máy huấn luyện tại khu vực vịnh Guantánamo, Cuba trong tháng 9 và tháng 10. Nó chuyển đến cảnh nhà mới tại Norfolk, Virginia, và khởi hành từ căn cứ này trong các lượt hoạt động cùng Đệ Nhị hạm đội tại vùng biển Bắc Cực. Nó tham gia các cuộc tập trận "Portrex" và "Carribex’ vào tháng 3, 1950, rồi trong tháng 6 và tháng 7 đã đón lên tàu học viên sĩ quan và sĩ quan dự bị cho một chuyến đi huấn luyện đến Panama và Cuba. Đến cuối tháng 7, chiếc tàu khu trục lên đường cho lượt bố trí hoạt động đầu tiên cùng Đệ Lục hạm đội tại Địa Trung Hải, vốn kéo dài cho đến tháng 2, 1951. Tiếp theo sau là những hoạt động thường lệ dọc theo vùng bờ Đông cho đến ngày 15 tháng 5, 1952, khi nó cùng tàu chiến thuộc các đội khu trục 21 và 262 khởi hành từ để đi sang khu vực chiến sự của cuộc Chiến tranh Triều Tiên; hành trình đi ngang qua kênh đào Panama, San Diego, California, Trân Châu Cảng và Yokosuka, Nhật Bản.

### Chiến tranh Triều Tiên và sau đó
Strong lên đường từ Yokosuka vào ngày 19 tháng 6 để đi sang vùng biển Triều Tiên, nơi nó gia nhập Lực lượng Đặc nhiệm 77, bảo vệ cho các tàu sân bay trong các hoạt động không kích đầu tiên xuống các nhà máy thủy điện trên sông Áp Lục năm ngày sau đó. Chiếc tàu khu trục quay trở về Nhật Bản từ ngày 9 tháng 7 đến ngày 13 tháng 9, rồi lại trở sang vùng biển Triều Tiên, nơi nó hoạt động cho đến ngày 9 tháng 10. Trong lượt phục vụ tại Triều Tiên, nó đã hoạt động bắn phá bờ biển dọc bờ Đông bán đảo, hoạt động cùng lực lượng phong tỏa và hộ tống (Lực lượng Đặc nhiệm 95) của Liên Hợp Quốc tại vùng bờ Tây bán đảo, và tham gia tác chiến tại Pusan, Songjin và Wonsan. Đến ngày 9 tháng 10, nó lên đường quay trở về Yokosuka, bắt đầu hành trình quay trở về Hoa Kỳ ngang qua Singapore, Ceylon, Bahrain, Aden, kênh đào Suez, Naples và Villefranche-sur-Mer, hoàn tất một chuyến đi vòng quanh thế giới khi về đến Norfolk vào ngày 12 tháng 12.
Strong hoạt động dọc theo vùng bờ Đông cho đến đầu tháng 1, 1954, khi nó rời Norfolk cho một lượt phục vụ tại Viễn Đông, và chuyến đi vòng quanh thế giới này chỉ kết thúc tại cảng nhà của nó vào ngày 10 tháng 8. Nó quay trở lại hoạt động thường lệ dọc theo vùng bờ Đông cho đến ngày 13 tháng 8, 1956, khi nó lên đường cho một lượt bố trí kéo dài bốn tháng cùng Đệ Lục hạm đội tại Địa Trung Hải. Chiếc tàu khu trục tiếp tục được phái sang cùng Đệ Lục hạm đội vào các năm 1957, 1958 và 1961. Vào năm 1959, nó đã cứu vớt 13 người dân Bahrain tại vịnh Ba Tư trong một cơn bão lớn; nó cũng tham gia Chương trình Mercury khi tham gia hoạt động thu hồi tàu vũ trụ Big Joe 1 vào ngày 9 tháng 9, 1959 ngoài khơi Puerto Rico.
Strong đi vào Xưởng hải quân Charleston vào tháng 3, 1962 để được cải biến theo Chương trình Hồi sinh và Hiện đại hóa Hạm đội II (FRAM: Fleet Rehabilitation and Modernization), khi những cảm biến và vũ khí chống tàu ngầm được nâng cấp; công việc hoàn tất vào tháng 12. Nó hoạt động huấn luyện ôn tập tại vịnh Guantánamo vào đầu năm 1963, rồi tham gia các cuộc tập trận ngoài khơi Nova Scotia. Con tàu sau đó lần lượt được bố trí sang hoạt động cùng Đệ Lục hạm đội trong ba lượt: từ tháng 11, 1963 đến tháng 3, 1964; từ ngày 6 tháng 1 đến ngày 7 tháng 6, 1965; và từ ngày 22 tháng 9, 1966 đến ngày 31 tháng 1, 1967. Trong lượt sau cùng sang khu vực Địa Trung Hải, nó đã viếng thăm Gibraltar, Marseilles, Naples, Athens, Istanbul và Taranto. Vào ngày 8 tháng 12, 1966, chiếc tàu khu trục tham gia tìm kiếm cứu nạn trong biển Aegean nhằm tìm kiếm những người sống sót sau khi chiếc phà Hy Lạp SS Heraklion bị lật úp. Nó hoạt động dọc theo vùng bờ Đông cho đến ngày 1 tháng 11, 1967, khi nó cùng Hải đội Khu trục 4 được phái sang hoạt động tại Viễn Đông và Việt Nam.

### Chiến tranh Việt Nam
Strong khởi hành từ Căn cứ Hải quân vịnh Subic, Philippines vào ngày 15 tháng 12 trong thành phần hộ tống cho tàu sân bay Coral Sea (CV-43) trong chặng đường đi sang vùng chiến sự của Chiến tranh Việt Nam. Nó tham gia Chiến dịch Sea Dragon từ ngày 18 tháng 12, 1967 đến ngày 2 tháng 1, 1968, bắn phá quấy rối và can thiệp dọc theo bờ biển Bắc Việt Nam nhằm ngăn chặn việc vận chuyển vũ khí bằng đường biển. Nó chuyển sang hoạt động tại Trạm Yankee, hộ tống chống tàu ngầm, canh phòng máy bay và tim kiếm-giải cứu cho các tàu sân bay từ ngày 3 tháng 1 đến ngày 5 tháng 2.
Sau sự kiện chiếc tàu do thám USS Pueblo bị lực lượng Bắc Triều Tiên bắt giữ với cáo buộc do thám và xâm phạm lãnh hải, Strong được phái sang vùng biển Nhật Bản từ ngày 23 tháng 2 đến ngày 6 tháng 3; nó quay trở lại vùng biển Việt Nam vào ngày 2 tháng 4, và được phân công hoạt động tại khu vực chiến thuật của Quân đoàn III và Đặc khu Rừng Sát. Trong vòng nữa tháng, nó đã đánh chìm 20 xuồng đối phương. Từ ngày 22 tháng 4 đến ngày 1 tháng 5, nó hoạt động tại khu vực chiến thuật của Quân đoàn II, bắn phá những mục tiêu đối phương tại khu vực Phan Thiết. Nó lên đường quay trở về vùng bờ Đông vào ngày 1 tháng 5, đi ngang qua Okinawa, Nhật Bản, Midway, Hawaii, California, Mexico và kênh đào Panama, về đến Charleston vào ngày 4 tháng 8.
Strong khởi hành vào ngày 11 tháng 9, 1968 để tham gia cuộc tập trận "Silver Tower" của Khối NATO tại vùng biển Na Uy. Sau một chuyến viếng thăm Gravesend, Anh, nó quay trở về Charleston vào ngày 15 tháng 10, và ở lại đây cho đến ngày 9 tháng 1, 1969 khi nó nối tiếp những hoạt động thường lệ trong thời bình. Đến ngày 12 tháng 11, nó lại lên đường cho một lượt hoạt động kéo dài sáu tháng cùng Đệ lục Hạm đội tại Địa Trung Hải. Sau khi quay trở về cảng nhà vào ngày 23 tháng 5, 1970, nó trải qua phần lớn thời gian ở trong cảng trước khi được phái sang cùng Đệ lục Hạm đội từ ngày 16 tháng 4 đến ngày 16 tháng 10, 1971. Chiếc tàu khu trục được điều động sang cùng lực lượng dự bị từ ngày 16 tháng 11, gia nhập Hải đội Khu trục 34, và hoạt động như một tàu huấn luyện cho Hải quân Dự bị Hoa Kỳ cho đến tháng 9, 1973, khi nó ngừng hoạt động tại Charleston.

### Rio Grande do Norte(D-37)
Con tàu được cho xuất biên chế vào ngày 31 tháng 10, 1973, và rút tên khỏi danh sách Đăng bạ Hải quân cùng ngày hôm đó. Nó được chuyển cho Brazil và phục vụ cùng Hải quân Brazil như là chiếc Rio Grande do Norte (D-37) cho đến năm 1996. Con tàu có thể đã bị tháo dỡ sau đó.

## Phần thưởng
Strong được tặng thưởng một Ngôi sao Chiến trận do thành tích phục vụ trong Chiến tranh Triều Tiên, và thêm ba Ngôi sao Chiến trận khác trong Chiến tranh Việt Nam.